# División de Honor (Schach) 2004
Die División de Honor (Schach) 2004 war die zehnte Saison der División de Honor und gleichzeitig die 48. Spanische Mannschaftsmeisterschaft im Schach, sie wurde mit zehn Mannschaften ausgetragen. Meister wurde die Mannschaft von CA Intel-Tiendas UPI Mancha Real, während der Titelverteidiger CA Marcote Mondariz als Siebter nur knapp den Klassenerhalt erreichte. Aus der Primera División waren CA Reverté Albox, UGA Barcelona und CA Magic Mérida aufgestiegen. Alle drei Aufsteiger erreichten den Klassenerhalt, während CA iberCaja Zaragoza, CCA CajaCanarias Santa Cruz und UE Foment Martinenc Barcelona absteigen mussten.
Zu den Mannschaftskadern der teilnehmenden Vereine siehe Mannschaftskader der División de Honor (Schach) 2004.

## Modus
Die zehn teilnehmenden Mannschaften spielten ein einfaches Rundenturnier. Die drei Letzten stiegen in die Primera División ab und wurden durch die Aufsteiger aus der Primera División ersetzt. Gespielt wurde an vier Brettern, über die Platzierung entschied zunächst die Zahl der Brettpunkte (ein Punkt für einen Sieg, ein halber Punkt für ein Remis, kein Punkt für eine Niederlage), anschließend der direkte Vergleich und danach die Anzahl der Mannschaftspunkte (zwei Punkte für einen Sieg, ein Punkt für ein Unentschieden, kein Punkt für eine Niederlage). 

## Termine und Spielort
Das Turnier wurde vom 18. bis 26. November in Sanxenxo ausgetragen.

## Saisonverlauf
CA Intel-Tiendas UPI Mancha Real lag das gesamte Turnier über an der Tabellenspitze und gewann am Ende mit 2,5 Punkten Vorsprung. Die Entscheidung über den Abstieg fiel erst in der letzten Runde.

## Abschlusstabelle
| Pl. | Verein                               | Sp | G | U | V | Brett-P.  | Mannsch.-P. |
| --- | ------------------------------------ | -- | - | - | - | --------- | ----------- |
| 01. | CA Intel-Tiendas UPI Mancha Real     | 9  | 8 | 0 | 1 | 25,5:10,5 | 16:2        |
| 02. | CA Valencia-Cuna del Ajedrez Moderno | 9  | 6 | 2 | 1 | 23,0:13,0 | 14:4        |
| 03. | CA Reverté Albox (N)                 | 9  | 5 | 2 | 2 | 20,5:15,5 | 12:6        |
| 04. | UGA Barcelona (N)                    | 9  | 4 | 1 | 4 | 19,0:17,0 | 9:9         |
| 05. | CA Magic Mérida (N)                  | 9  | 3 | 2 | 4 | 17,0:19,0 | 8:10        |
| 06. | CA La Caja Las Palmas                | 9  | 2 | 4 | 3 | 17,0:19,0 | 8:10        |
| 07. | CA Marcote Mondariz (M)              | 9  | 2 | 2 | 5 | 15,5:20,5 | 6:12        |
| 08. | CA iberCaja Zaragoza                 | 9  | 3 | 1 | 5 | 14,5:21,5 | 7:11        |
| 09. | CCA CajaCanarias Santa Cruz          | 9  | 1 | 3 | 5 | 14,0:22,0 | 5:13        |
| 10. | UE Foment Martinenc Barcelona        | 9  | 2 | 1 | 6 | 14,0:22,0 | 5:13        |

### Entscheidungen
|     | spanischer Mannschaftsmeister: CA Intel-Tiendas UPI Mancha Real                                                     |
|     | Absteiger in die Primera División: CA iberCaja Zaragoza, CCA CajaCanarias Santa Cruz, UE Foment Martinenc Barcelona |
| (M) | Titelverteidiger |
| (N) | Vorjahresaufsteiger                                                                                                 |

### Kreuztabelle
| Ergebnisse | Ergebnisse                           | 01. | 02. | 03. | 04. | 05. | 06. | 07. | 08. | 09. | 10. |
| ---------- | ------------------------------------ | --- | --- | --- | --- | --- | --- | --- | --- | --- | --- |
| 01.        | CA Intel-Tiendas UPI Mancha Real     |     | 3   | 1½  | 2½  | 3½  | 3   | 3½  | 2½  | 3   | 3   |
| 02.        | CA Valencia-Cuna del Ajedrez Moderno | 1   |     | 2½  | 2½  | 3½  | 2   | 2   | 3   | 3   | 3½  |
| 03.        | CA Reverté Albox                     | 2½  | 1½  |     | 1   | 2   | 3   | 2½  | 3½  | 2   | 2½  |
| 04.        | UGA Barcelona                        | 1½  | 1½  | 3   |     | 2½  | 2   | 2½  | 1½  | 3   | 1½  |
| 05.        | CA Magic Mérida                      | ½   | ½   | 2   | 1½  |     | 3   | 2½  | 3½  | 2   | 1½  |
| 06.        | CA La Caja Las Palmas                | 1   | 2   | 1   | 2   | 1   |     | 3   | 2   | 2   | 3   |
| 07.        | CA Marcote Mondariz                  | ½   | 2   | 1½  | 1½  | 1½  | 1   |     | 2½  | 3   | 2   |
| 08.        | CA iberCaja Zaragoza                 | 1½  | 1   | ½   | 2½  | ½   | 2   | 1½  |     | 2½  | 2½  |
| 09.        | CCA CajaCanarias Santa Cruz          | 1   | 1   | 2   | 1   | 2   | 2   | 1   | 1½  |     | 2½  |
| 10.        | UE Foment Martinenc Barcelona        | 1   | ½   | 1½  | 2½  | 2½  | 1   | 2   | 1½  | 1½  |     |

## Die Meistermannschaft
| 1.            | CA Intel-Tiendas UPI Mancha Real                                                   |
| Schachfiguren | Ivan Sokolov, Joël Lautier, Wladimir Malachow, Laurent Fressinet, Sergey Tiviakov. |